# اعتیاد به کار
اعتیاد به کار یا اعتیاد شغلی نوعی اعتیاد رفتاری است که در آن فرد به شغل خویش معتاد می‌شود. اعتیاد به کار با سخت‌کوشی فرق دارد.
این واژه برای اولین‌بار توسط روانشناس آمریکایی وین اوتس در سال ۱۹۷۱ استفاده شد. وی اعتیاد به کار را نوعی خو گرفتن به چیزی می‌داند و معتاد به کار شخصی است که نیاز فراوانی به کار دارد که اختلال‌ها و تعارض‌های زیادی را در سلامت جسمانی، شادی، روابط بین فردی و روحیه اجتماعی بودن، به وجود می‌آورد.
اعتیاد به کار از جمله اعتیادهایی محسوب می‌شود که در نگاه جامعه عموماً تصویر منفی ندارد و حتی گاهی به عنوان صفتی مثبت و مورد احترام در افراد در نظر گرفته می‌شود.
برای تشخیص اعتیاد به کار می‌توانید این علائم را در خود خود چک کنید که اگر شما به شکل افراطی همیشه در حال کار هستند و فراغت از کار برای شما ملال آور است، می‌توان گفت که شما دچار اعتیاد به کار شده‌اید. 
البته امروزه دیگر معتاد به کار بودن صرفاً به معنای معتاد به شغل بودن نیست. بلکه معتاد بودن به هر نوع اشتغال و فعالیت است. حتی معتاد بودن به ورزش، معتاد بودن به فعالیت‌های هنری و معتاد بودن به موسیقی هم، در نظر بسیاری از روانشناسان، در همین گروه قرار می‌گیرند.